# Philip Anthony-Rodriguez
Philip Anthony-Rodriguez (Brooklyn, Nova Iorque, 10 de março de 1968) é um ator e dublador americano, mais conhecido pelo seu papel em Jake 2.0 como Kyle Duarte e pela sua voz no personagem Maurice Chavez no jogo de videogame Grand Theft Auto: Vice City.
Em 2009, teve aparições na série teen The Secret Life of the American Teenager como Ruben Enriquez.